# Сигнальное созвездие
Сигнальное созвездие (англ. constellation diagram) — представление всевозможных значений комплексной амплитуды манипулированных радиосигналов на комплексной плоскости.

## Описание
Всевозможные значения комплексной амплитуды радиосигнала представляются в виде точек на двухмерной точечной диаграмме на комплексной плоскости. Более абстрактно, на диаграмме отмечены все значения, которые могут быть выбраны данной схемой манипуляции, как точки на комплексной плоскости. Сигнальные созвездия, полученные в результате измерения комплексной амплитуды радиосигнала, могут использоваться для определения типа манипуляции, рода интерференции и уровня искажений.

Примеры созвездий для различных видов манипуляций (к дискретному сигналу применены коды Грея)
Двоичная фазовая манипуляция (BPSK)
Квадратурная фазовая манипуляция (QPSK)
Восьмеричная фазовая манипуляция (8-PSK)
Шестнадцатеричная квадратурная амплитудная манипуляция (16-QAM).

При представлении передаваемого символа в виде комплексного числа и при модуляции косинусной и синусной составляющих сигнала несущей частоты, соответственно его действительной и мнимой частями, символ можно передать двумя несущими с одной частотой. Часто такие несущие называются квадратурными. Когерентный детектор способен демодулировать обе несущие независимо. Принцип использования двух независимо модулируемых несущих лежит в основе квадратурной модуляции. В простой фазовой манипуляции, аргумент модулирующего символа становится фазой несущего сигнала.
Если символы представлены в виде комплексных чисел, их можно представить в виде точек на комплексной плоскости. Действительная и мнимая оси часто называют in phase (синфазной) или I-осью и quadrature (квадратурной) или Q-осью. При нанесении на диаграмму точек от всевозможных символов можно получить сигнальное созвездие. Точки на диаграмме часто называют сигнальными точками (или точками созвездия). Они представляют множество модулирующих символов, то есть модулирующий алфавит.

## Решётчатая кодированная модуляция
При использовании блочного или свёрточного кодирования помехоустойчивость радиосвязи повышается за счёт расширения полосы частот и усложнения радиоаппаратуры без повышения отношения сигнал/шум (ОСШ). Для сохранения помехоустойчивости при том же значении ОСШ можно уменьшить используемую полосу частот и упростить радиоаппаратуру с помощью применения решётчатой кодированной модуляции (TCM), которая впервые была разработана в 1982 году Унгербоком. В основе TCM лежит совместный процесс кодирования и модуляции.
Если используется комбинированный кодер/модулятор, общая структура которого показана на рисунке, то бит b0 позволяет выбрать одно из двух созвездий, которые получились при первом разделении. Далее выбор определяется в зависимости от битов b1 и b2.

Разделение 8-фазового созвездия для решётчатой кодированной модуляции
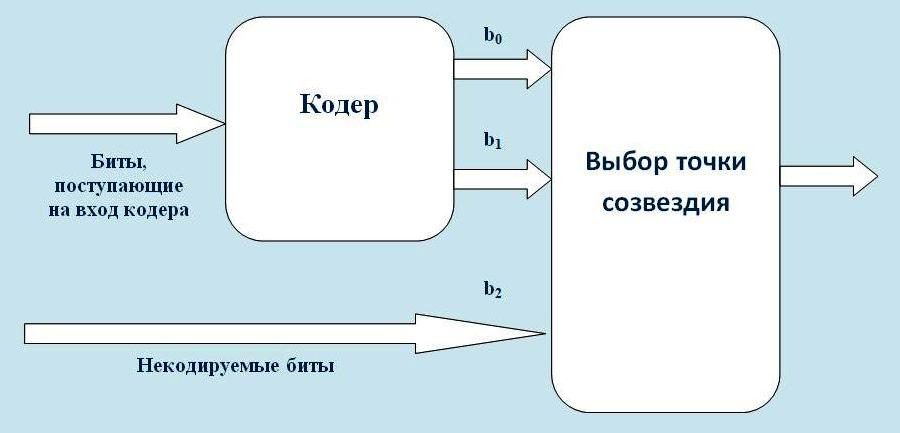
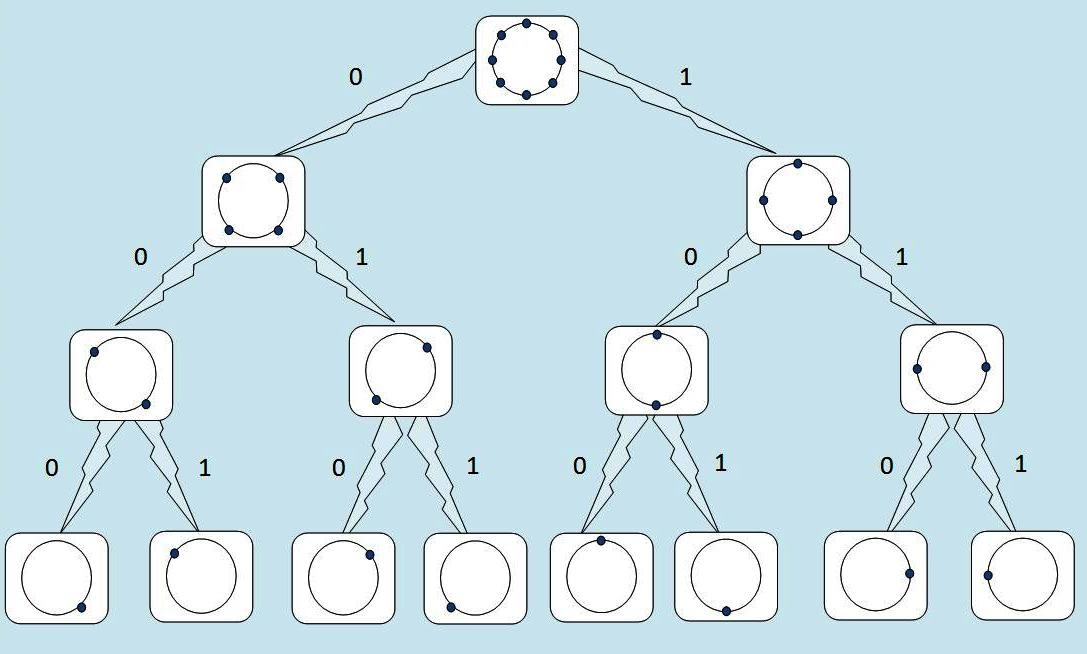

## Применение
Рассмотрим детектирование, основанное на методе максимального правдоподобия. При приёме радиосигнала в демодуляторе происходит оценка принятого символа, который искажается при передаче или при приёме (например, из-за аддитивного белого гауссовского шума, замирания, многолучевого распространения, затухания, помех и несовершенства радиоаппаратуры). Демодулятор выбирает наилучшее приближение к переданному символу, т.е. ближайшую точку сигнального созвездия в терминах евклидовой метрики. Если искажения сигнала достаточно сильны, то может быть выбрана точка, отличная от переданной, и демодулятор выдаст неверный результат. Таким образом, расстояние между двумя ближайшими точками созвездия определяет помехоустойчивость манипуляции.
В целях анализа принятых сигналов сигнальное созвездие позволяет упростить обнаружение некоторых видов искажения сигнала. Например,
- Гауссовский шум представляется как размытые точки созвездия
- Некогерентная одночастотная интерференция выглядит как круги вместо точки созвездия
- Фазовые искажения видны как сигнальные точки, распределённые по кругу
- Затухание сигнала приводит к тому, что точки, находящиеся по углам, оказываются ближе к центру чем должны быть.

Сигнальные созвездия дают картину, аналогичную глазковой диаграмме для одномерных сигналов. Глазковые диаграммы используются для определения джиттера в одном измерении модуляции.